# C-R Cheetah
C-R Cheetah Inc. ist ein US-amerikanischer Hersteller von Automobilen.

## Unternehmensgeschichte
Robert E. Auxier Jr.  hatte bereits Restaurierungen alter Fahrzeuge durchgeführt. Er gründete das Unternehmen am 18. Mai 1993 in Glendale in Arizona. Eine andere Quelle gibt Phoenix in Arizona an. 1994 begann er mit der Produktion von Automobilen und Kit Cars. Don Edmunds, der früher bei Cheetah tätig war, half dabei. Der Markenname lautet C-R Cheetah, an Anlehnung an die ehemalige Automarke.

## Fahrzeuge
Das einzige Modell ist die Nachbildung des Cheetah der 1960er Jahre. Ein Rohrrahmen bildet die Basis. Darauf wird eine kleine Coupékarosserie montiert. Ein V8-Motor von Chevrolet treibt wie beim Vorbild die Fahrzeuge an.